# Айду, Джозеф
Джозеф Айду (англ. Joseph Aidoo; род. 29 сентября 1995, Тема, Большая Аккра) — ганский футболист, защитник клуба «Сельта» и сборной Ганы. Участник чемпионата мира 2022 года.

## Клубная карьера
Айду начал карьеру в местном клубе «Интер Аллиес». В 2013 году он дебютировал за основной состав в чемпионате Ганы. Летом 2015 года Джозеф на правах аренды перешёл в шведский «Хаммарбю». 25 октября в матче против «Мальмё» он дебютировал в Аллсвенскан лиге. По окончании аренды клуб выкупил трансфер Айду. В поединке против «Эребру» Джозеф забил свой первый гол за «Хаммарбю». Летом 2017 года Айду перешёл в бельгийский «Генк», подписав контракт на 3 года. Сумма трансфера составила 1.1 млн евро. 26 августа в матче против «Мехелена» он дебютировал в Жюпиле лиге. 22 октября в поединке против «Андерлехта» Джозеф забил свой первый гол за «Генк». 13 декабря 2018 года в матче Лиги Европы против норвежского «Сарпсборг 08» Айжу отметился забитым голом. В 2019 году он помог клубу выиграть чемпионат.
Летом того же года Айду перешёл в испанскую «Сельту», подписав контракт на 5 лет. Сумма трансфера составила 8 млн евро. 24 августа в матче против «Валенсии» он дебютировал в Ла Лиге. 24 октября в 2022 года в поединке против «Хетафе» Джозеф забил свой первый гол за «Сельту».

## Международная карьера
В 2015 году в составе молодёжной сборной Ганы Айду принял участие в молодёжном чемпионате мира в Новой Зеландии. На турнире он сыграл в матчах против команд Австрии, Аргентины, Панамы и Мали.
В 2019 году Айду попал в заявку на участие в Кубке Африки в Египте. В матче против сборной Гвинеи-Биссау он дебютировал за сборную Ганы.
14 ноября 2022 года Айду был включён в официальную заявку сборной чемпионате мира 2022 в Катаре. На турнире он был запасным и на поле не вышел.

## Достижения
Командные
«Генк»
- Чемпион Бельгии — 2018/19